# Wikstroemia ohsumiensis
Wikstroemia ohsumiensis är en tibastväxtart som beskrevs av Hatusima. Wikstroemia ohsumiensis ingår i släktet Wikstroemia och familjen tibastväxter. Inga underarter finns listade i Catalogue of Life.